# طلا مدنی
طلا مدنی (زاده ۱۳۵۹ در تهران) نقاش و هنرمند ایرانی آمریکایی است که هم‌اکنون در لوس‌آنجلس در کالیفرنیای آمریکا زندگی می‌کند.

## تحصیلات
- ۲۰۰۶کارشناسی ارشد هنرهای زیبا در نقاشی، دانشکدهٔ هنر دانشگاه یِیل، نیو هِوِن
- ۲۰۰۴: کارشناسی هنرهای زیبا، دانشگاه ایالتی اُرگون، اُرگون
- کارشناسی علوم سیاسی، دانشگاه ایالتی اُرگون، اُرگون

## سبک
مَردها، موتیوهایی هستند که به فراوانی در نقاشی‌های او به چشم می‌خورند. نکته‌ای که حضور فراگیر و غالب بدن زنانه را به عنوان موتیو در نقاشی به چالش می‌کشد. او سبک نقاشی رهایی دارد. کارهایش فیگوراتیو و روایی هستند که اغلب دربردارندهٔ جنبه‌های فتیشی، عجیب و نامأنوس هستند. خیلی وقت‌ها مردانی که در کارهای او به چشم می‌خورند، دلقک گونه و به سخره گرفته‌شده به نظر می‌رسند، و خطوط رهای قلم‌های هنرمند، به علاوهٔ فضای بصری صاف و مسطح کارها، کیفیتی کارتون‌گونه به نقاشی‌های او می‌دهند.

## نمایشگاه‌ها

### ۲۰۱۳
Rip Image در موزهٔ هنرهای مدرن مالمو، سوئد

### ۲۰۰۹
هنر مدرن خاورمیانه در گالری ساچی لندن (گروهی)

### ۲۰۰۷
Size Matters: XXL اندازه مهم است:خیلی کوچک-واپسین نقاشی‌های کوچک، مرکز هنرهای معاصر هودسون ولی، پیکسکیل، ایالات متحده
Size Matters: XS اندازه مهم است:خیلی کوچک-واپسین نقاشی‌های کوچک، مرکز هنرهای معاصر هودسون ولی، پیکسکیل، ایالات متحده

### ۲۰۰۵
'نمایشگاه فارغ‌التحصیلان، گالری گرین، دانشگاه یِیل، ایالات متحده

### ۲۰۰۳
نمایشگاه ارشد، گالری فِیربنکس، دانشگاه اّرگون استیت، اّرگون، ایالات متحده
نمایشگاه گروهی، استودیو ۵۸۰، بِند، ایالات متحده